# Vítodovité

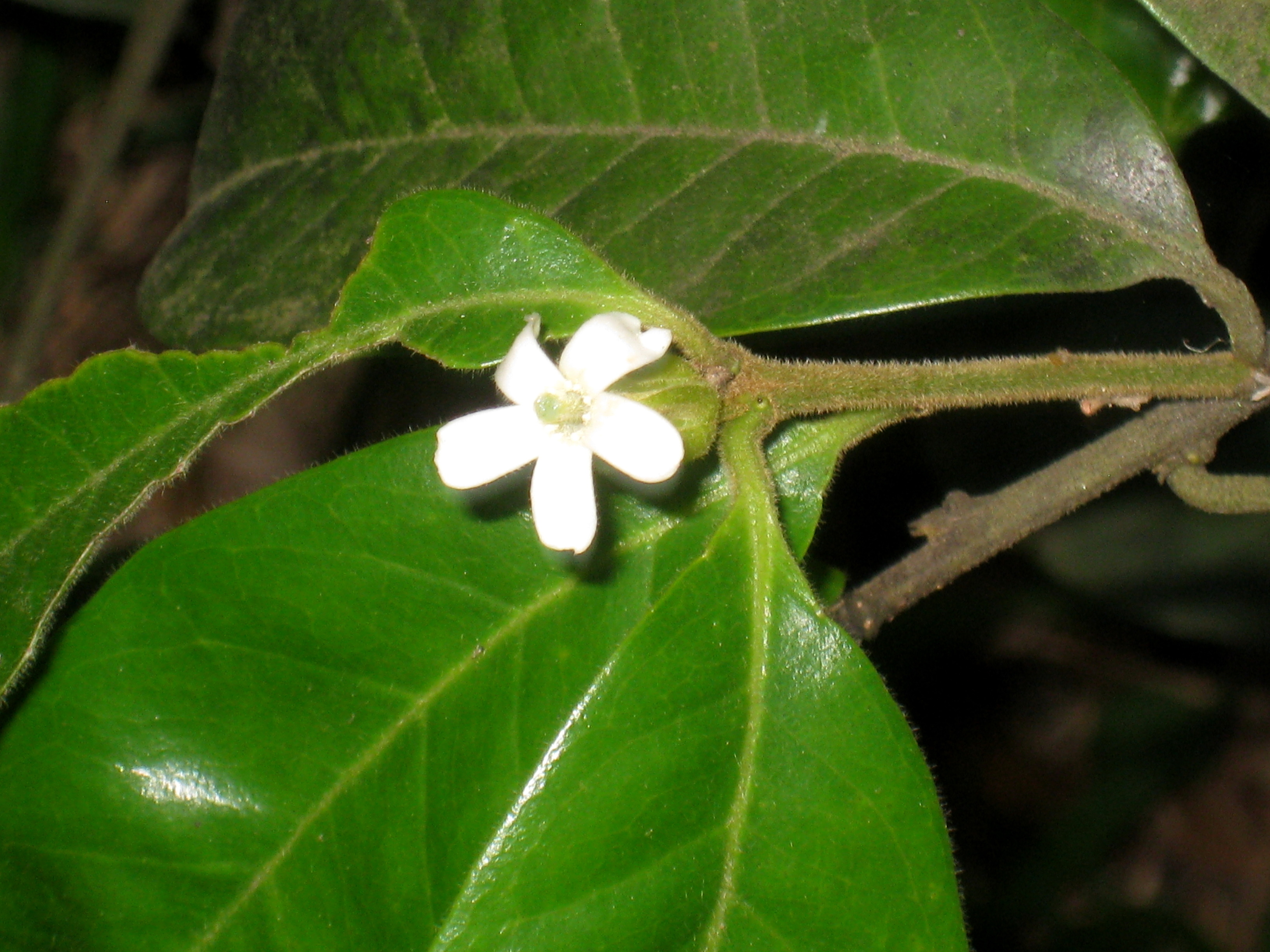
Diclidanthera elliptica

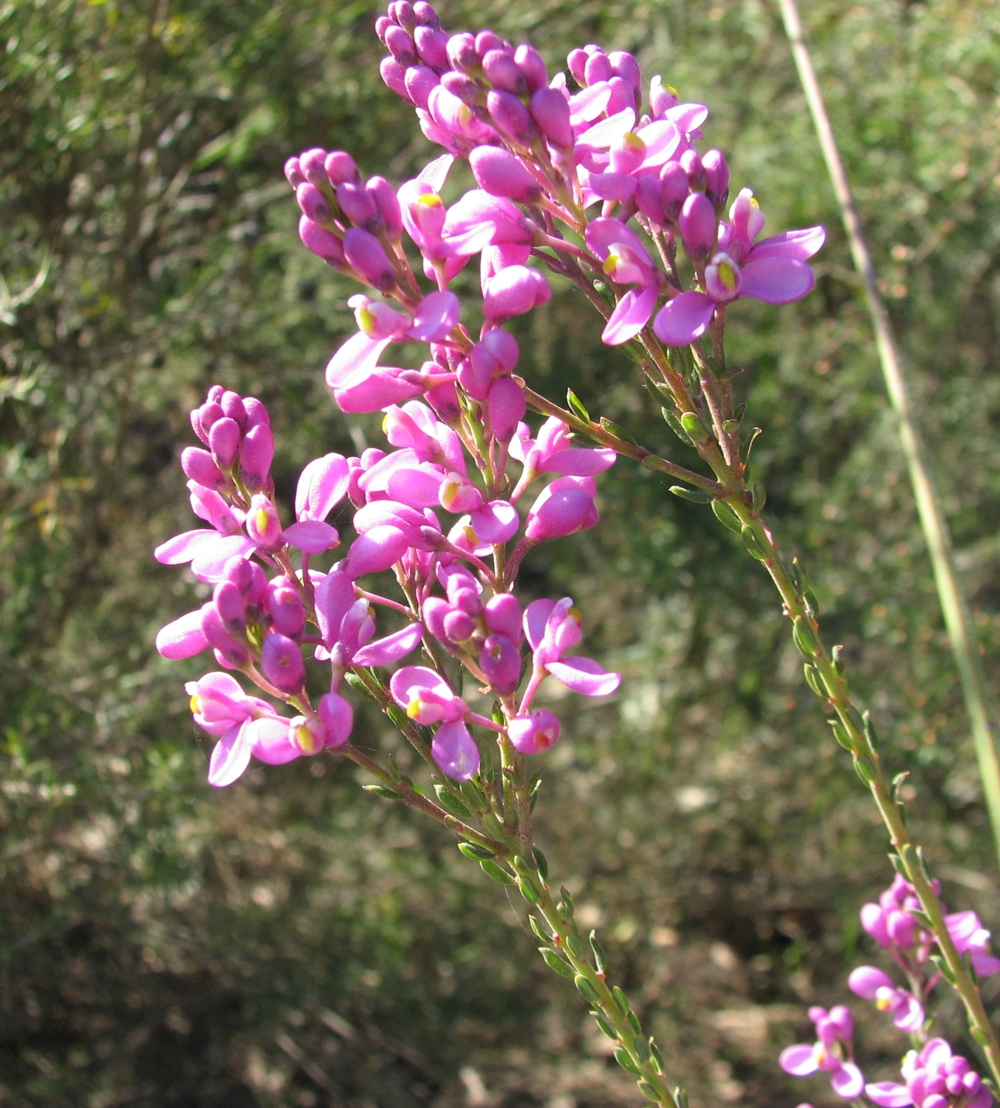
Comesperma ericinum

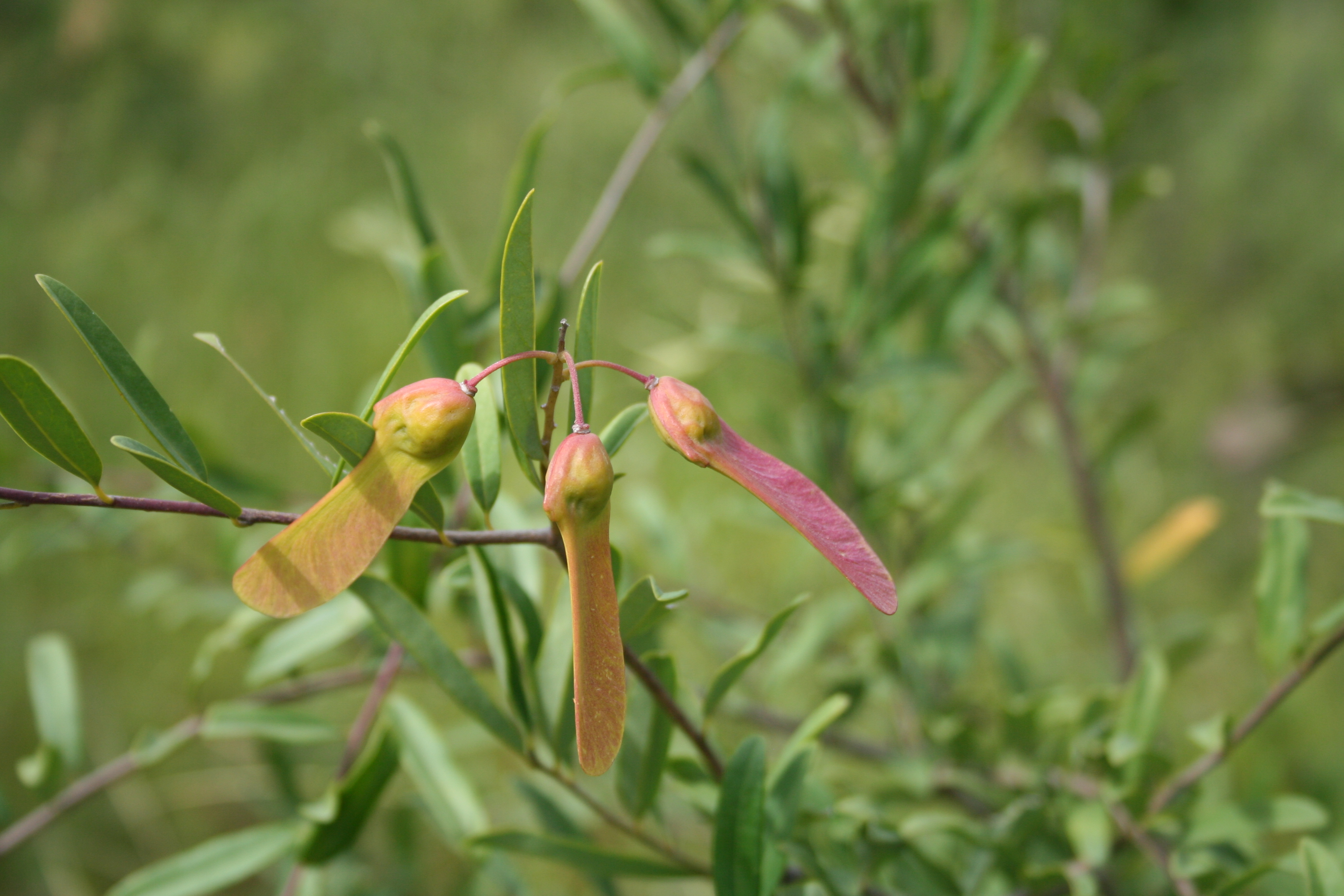
Plody Securidaca longipedunculata

Vítodovité (Polygalaceae) je čeleď vyšších dvouděložných rostlin z řádu
bobotvaré (Fabales).

## Charakteristika
Byliny, keře, stromy a liány s jednoduchými listy bez palistů. Listy jsou střídavé, pouze u některých druhů rodu vítod
(Polygala) i vstřícné nebo přeslenité. Čepel je celokrajná. Někdy jsou na listech žlázky. Květy jsou většinou souměrné (pravidelné
je u rodu Diclidanthera), oboupohlavné, v úžlabních nebo vrcholových květenstvích. Nejčastějším typem květenství je hrozen
nebo lata. Kalich je složen z 5 volných a často opadavých lístků. Kališní lístky jsou si navzájem podobné, nebo častěji jsou 2
vnitřní lístky zvětšené a barevné, petaloidní. Koruna je složena ze 3, 4 nebo 5 srostlých lístků. Tyčinek je
nejčastěji 8 (4 až 10), nitky jsou přinejmenším na bázi srostlé a tvořící trubičku, někdy přirostlé ke korunní trubce a prašníky jsou tak zdánlivě přisedlé. V květu je obvykle přítomen nektáriový prstenec, nejčastěji na bázi semeníku.
Semeník je svrchní, srostlý ze 2 až 8 plodolistů, s jednou až 8 komůrkami. V každém plodolistu je 1 vajíčko.
Plodem je tobolka, méně často jednokřídlá nebo dvoukřídlá samara, bobule nebo peckovice. Tobolky mají často křídlaté výrůstky.
Častými obsahovými látkami jsou triterpenoidní saponiny a methylester kyseliny salicylové.
Čeleď zahrnuje asi 940 druhů ve 29 rodech. Rozšíření je téměř kosmopolitní mimo arktických oblastí, Nového Zélandu a Polynésie.
Největším rodem je vítod (Polygala, asi 325 druhů, téměř kosmopolitní), Monnina (140 druhů v tropické Americe),
Muraltia (115 druhů v Africe) a Securidaca (asi 80 druhů v tropické Americe, Asii a Africe).
Vítodovité rostou na nejrůznějších stanovištích, v tropech spíše v nižších nadmořských výškách.
Opylování je nejčastěji zprostředkováno včelami, méně často motýly či ptáky. Semena jsou šířena ptáky, savci a mravenci,
křídlaté tobolky a semena větrem a vodou.

## Taxonomie
Na základě květní morfologie byly vítodovité v minulosti řazeny do příbuzenstva čeledí malpígiovité (Malpighiaceae) a krameriovité (Krameriaceae).
V Cronquistově i Dahlgrenově systému jsou všechny tyto čeledi řazeny do řádu vítodotvaré (Polygalales).
V systému APG byla čeleď Polygalaceae vřazena do řádu bobotvaré (Fabales) společně s čeleděmi bobovité (Fabaceae),
Surianaceae a Quillajaceae. Sesterskou větví je dle kladogramů APG čeleď Surianaceae.
Vítodovité byly tradičně členěny na 3 skupiny: Polygaleae, Moutabeae a Carpolobieae. Později byl jako další podčeleď
Xanthophylleae vřazen rod Xanthophyllum, dříve v samostatné čeledi Xanthophyllaceae v rámci řádu vítodotvaré (Polygalales).

## Květena ČR
V evropské květeně je čeleď zastoupena jediným rodem Polygala - vítod a zimostrázek. Zimostrázek alpský (Polygala chamaebuxus), dříve vedený jako Chamaebuxus alpestris nebo také Polygaloides chamaebuxus, byl v rámci taxonomických změn vřazen do rodu Polygala. České rodové jméno zimostrázek však zůstalo.
Celkem na našem území roste 8 druhů této čeledi, nejběžnějším druhem je vítod obecný (Polygala vulgaris).

## Zástupci
- vítod (Polygala)
- zimostrázek (Polygala, syn. Chamaebuxus)

## Využití
Vítodovité mají jen malý ekonomický význam.
Severoamerický vítod Polygala senega byl používán ve farmacii jako lék na bronchitidu a astma. Původní indiáni
kmene Seneca jej využívali na hadí uštknutí. Různé druhy vítodovitých jsou používány v lidové medicíně. V Panamě a Venezuele je vývar
z druhu Securidaca diversifolia používán při léčení pohlavních chorob. Z plodů Monnina salicifolia je získáváno
modré barvivo.
Některé druhy jsou používány jako ozdobné rostliny. Jako skalnička je občas pěstován zimostrázek alpský (Polygala chamaebuxus). Ve Středomoří
je pěstován vítod Polygala myrtifolia, nápadně kvetoucí keř pocházející z Jižní Afriky.

## Seznam rodů
Acanthocladus,
Ancylotropis,
Asemeia,
Atroxima,
Badiera,
Barnhartia,
Bredemeyera,
Caamembeca,
Carpolobia,
Comesperma,
Diclidanthera,
Epirixanthes,
Eriandra,
Gymnospora,
Hebecarpa,
Heterosamara,
Hualania,
Monnina,
Monrosia,
Moutabea (vč. Balgoya),
Muraltia,
Phlebotaenia,
Polygala,
Polygaloides,
Rhinotropis,
Salomonia,
Securidaca,
Trigoniastrum,
Xanthophyllum